# Krypbönor

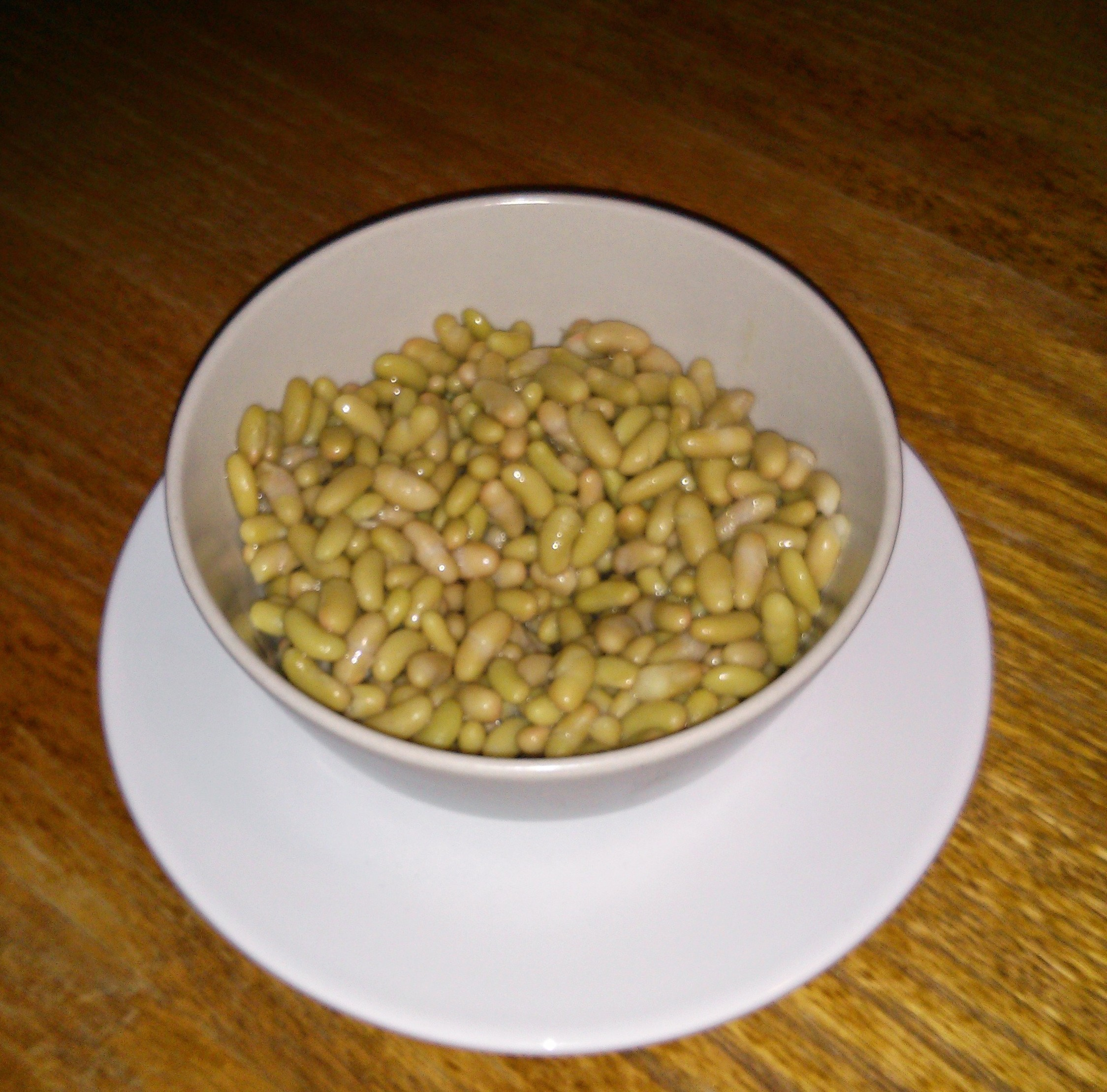

Krypbönan är en variant av den vanliga bönan (Phaseolus vulgaris). I Frankrike är krypbönor allmänt kända och serveras som ett nästan obligatoriskt tillbehör till lammstek.
De första krypbönorna framodlades av en trädgårdsmästare från Arpajon, Gabriel Chevier, 1878. Denna baljväxt skördas innan den är fullt mogen, vilket bevarar dess vackra gröna färg. Skörden går till så att plantorna dras upp innan bladverket har gulnat, vilket får till följd att bönorna innehåller nästan 45% vatten. Den franska produktionen är omkring 40 000 ton, och en betydande industri finns för att konservera och djupfrysa bönorna.
Krypbönor används också som functional food och rekommenderas då till människor som har problem med ögonen. Det är allmänt känt att dessa bönor har en starkt gasbildande förmåga.